# Sacha Alessandrini
Sacha Alessandrini (7 de junio de 1999) es una deportista de Francia que compite en atletismo. Ganó una medalla de bronce en el Campeonato Europeo de Atletismo Sub-23 de 2021, en la prueba de 4 × 100 m.